# Marco Hidalgo
Marco Hidalgo Zuñiga (Santiago, Chile, 6 de julio de 1990) es un futbolista Chileno que desempeña sus funciones en la posición de defensa y mediocampista, como lateral volante derecho. Actualmente esta sin club.

## Trayectoria
Debuta en el profesionalismo en el año 2009, ante el conjunto de Universidad Católica. El partido concluyó en victoria para el equipo de Unión Española, por cuatro goles contra tres.
En 2012 con Unión Española va a la libertadores donde participa en todos los encuentros del grupo teniendo un buen desempeño siendo uno de sus partidos más destacados contra el Bolívar de Bolivia dicho encuentro victoria por 3-1 a favor de los chilenos en calidad de visita.

## Clubes
| Club                      | País  | Año       |
| ------------------------- | ----- | --------- |
| Unión Española            | Chile | 2009-2012 |
| Unión La Calera           | Chile | 2012      |
| Universidad de Concepción | Chile | 2013      |
| Deportes Temuco           | Chile | 2013-2014 |
| Cobreloa                  | Chile | 2014-2015 |
| Deportes Copiapó          | Chile | 2015-2017 |
| Deportes Recoleta         | Chile | 2017      |

## Palmarés

### Campeonatos nacionales
| Título    | Club                      | País  | Año  |
| --------- | ------------------------- | ----- | ---- |
| Primera B | Universidad de Concepción | Chile | 2013 |